# BBCニュース22
『BBCニュース22』は、びわ湖放送で平日22時台に放送されていたローカルニュース番組。
びわ湖放送はこれ以前にも同時間帯で『ニュースウェーブSHIGA』→『湖国発ニュース22』→『ニュースDAN』を放送していたが、2004年春の改編で本番組をスタート。月曜 - 木曜には放送時間15分のストレートニュースを、金曜には週間ニュースダイジェストや特集を交えた45分拡大版の『BBCニュース22金曜版』を放送するというスタイルだった。
2005年3月、びわ湖放送は同年4月から同時間帯で『徳光&コロッケの“名曲の時間です”』や『日経スペシャル ガイアの夜明け』などのテレビ東京系番組をネットするため、本番組を終了。替わって、月曜 - 木曜に放送時間6分のストレートニュース『BBCニュースライン』（22:54 - 23:00）を放送し、金曜に30分拡大版の『BBCニュースライン・フライデー』（22:00 - 22:30）を放送するようになった。

## 放送時間
- 月曜 - 木曜 22:00 - 22:15、金曜 22:00 - 22:45

## キャスター
- 月曜 - 出口とうこ
- 火曜 - 出口とうこ
- 水曜 - 吉田利佐
- 木曜 - 吉田利佐
- 金曜 - 牧田もりかつ（当時びわ湖放送アナウンサー）、池和歌子